# Urasawa Naoki
Urasawa Naoki (Nhật: 浦沢 直樹 Hepburn: Urasawa Naoki, sinh ngày 2 tháng 1 năm 1960) là một mangaka và nhạc sĩ người Nhật Bản. Urasawa được biết tới nhiều nhất như là tác giả của nhiều bộ manga trinh thám-ly kì nổi tiếng như Master Keaton, Monster, Pluto và 20th Century Boys. Các tác phẩm của Urasawa Naoki đã từng giành được ba Giải manga Shogakukan, hai Giải thưởng văn hóa Tezuka Osamu và một Giải manga Kodansha. Năm 2008, nhà văn từng giành Giải Pulitzer Junot Diaz trong bài viết ca ngợi loạt truyện Monster đã đánh giá Urasawa là một "quốc bảo" của Nhật Bản.

## Đầu đời
Urasawa coi Tezuka Osamu là một trong những anh hùng của mình, ông đặc biệt thích manga Phượng hoàng. Các chương "Người máy vĩ đại nhất trái đất" ("The Greatest Robot on Earth") và "Mặt trời nhân tạo" ("The Artificial Sun") trong bộ Astro Boy của Tezuka là những trải nghiệm đầu tiên của ông với manga khi mới bốn hoặc năm tuổi. Trong khoảng cùng tuổi đó, ông bắt đầu vẽ manga, và lúc 8 tuổi đã tạo ra câu chuyện hoàn chỉnh đầu tiên của mình. Ngay từ khi còn trẻ, Urasawa đã nhìn thấy khoảng cách giữa tác phẩm của mình và của một "họa sĩ manga thực thụ." Ông nói rằng bản thân đã có khả năng xác định manga đã bị "thương mại hóa", được thực hiện chỉ vì tiền, điều mà ông không muốn làm. Vì vậy, ông chưa bao giờ nghĩ đến việc trở thành một họa sĩ truyện tranh chuyên nghiệp, và tốt nghiệp Đại học Meisei với bằng kinh tế.

## Sự nghiệp
Urasawa Naoki sinh năm 1960 tại Tokyo, Nhật Bản. ông tốt nghiệp Đại học Meisei trước khi bắt đầu sự nghiệp sáng tác manga năm 1981 với tác phẩm đầu tay Return. Năm 1982 Urasawa được trao giải Tác giả manga mới xuất sắc nhất. Từ năm 1986 đến năm 1993, ông sáng tác loạt manga Yawara! đăng trên tạp chí Big Comic Spirits. Đây là một tác phẩm mang đề tài thể thao nói về một cô gái trẻ yêu thích judo, bộ manga 29 quyển này đã giành Giải manga Shogakukan cho thể loại chung năm 1990. Cũng trong thời gian này, Urasawa còn minh họa cho loạt manga Pineapple ARMY gồm 10 tập cho nhà xuất bản Shogakukan. Năm 1988, Urasawa Naoki bắt đầu sáng tác bộ manga Master Keaton, một trong những tác phẩm nổi tiếng nhất của ông. Loạt manga nói về một điều tra viên người Anh gốc Nhật tài năng với mơ ước khai quật được nền văn minh bị lãng quên ở châu Âu.
Trong thời gian cuối thập niên 1980 và đầu thập niên 1990, Urasawa còn sáng tác hai bộ manga khác là NASA và Happy!. Năm 1994 ngay sau khi hoàn thành Master Keaton, Urasawa Naoki bắt tay vào tác phẩm nổi tiếng nhất của ông, Monster. Kết thúc năm 2001 trên tạp chí Big Comic và sau đó được in thành 18 tập manga, tác phẩm với đề tài trinh thám ly kì pha chút kinh dị này đã được trao Giải manga Shogakukan hạng mục chung năm 2001 và Giải thưởng văn hóa Tezuka Osamu năm 1999. Năm 1999, Urasawa cho ra đời loạt manga 20th Century Boys, một thành công lớn khác của ông. Năm 2003, bộ manga này đã được trao Giải manga Shogakukan, một năm trước đó bộ truyện đã giành được một vinh dự hiếm có đó là Giải manga Kodansha vốn rất ít khi trao cho các tác phẩm xuất bản bởi Shogakukan, vốn là đối thủ cạnh tranh chính của Kodansha trên thị trường manga. 20th Century Boys còn được trao Giải xuất sắc tại Liên hoan Nghệ thuật Truyền thông Nhật Bản năm 2002 và giải Loạt truyện tranh xuất sắc nhất của Liên hoan truyện tranh quốc tế Angoulême năm 2004 tổ chức tại Pháp.
Dự án manga mới nhất của Urasawa là PLUTO, một loạt manga lấy cốt truyện từ tác phẩm nổi tiếng của Tezuka Osamu, Astro Boy. Bộ truyện đã được trao Giải xuất sắc tại Liên hoan Nghệ thuật Truyền thông Nhật Bản 2005 và Giải thưởng văn hóa Tezuka Osamu cùng năm.